# Peter Vischer starší
Peter Vischer starší (kolem 1455 Norimberk – 7. ledna 1529 Norimberk) byl německý raně renesanční sochař-kovolijec, nejznámější člen rozvětvené umělecké rodiny Vischerů v Norimberku.

## Život
Peter byl synem Hermanna Vischera, mistra a hlavy cechu kovolijců v Norimberku. Sám se stal mistrem roku 1489 a na pozvání kurfiřta Filipa "Vzpřímeného" Falckého z rodu Wittelsbachů odešel do Heidelbergu. Brzy se však vrátil do Norimbeku a vedl zde rodinnou dílnu se svými syny. Byl celkem třikrát ženatý, ale první dvě manželství (1489, 1493) trvala jen krátce. Jeho třetí manželka Margareta, která je poprvé zmiňována roku 1506, zemřela 1522. Také jeho dva nejstarší synové zemřeli dříve než on. Busta Petera Vischera staršího je umístěna v Památníku Walhalla mezi nejslavnějšími německými osobnostmi.

### Rodina Vischerů
Hermann Vischer starší přišel do Norimberku v roce 1453 a stal se zde hlavou cechu kovolijců. Jeho syn Peter Vischer starší vedl rodinnou dílnu za pomoci svých pěti synů Hermanna (1486–1517), Petera (1487–1528), Hanse, Jakoba a Paula.
Hermann byl krátce ženatý a po smrti své ženy roku 1513 podnikl cestu do Itálie, ale zemřel při nehodě roku 1517. Peter Vischer mladší byl zřejmě synem z druhého manželství. Oženil se před rokem 1516, ale zemřel už roku 1528. Po smrti otce (1529) dílnu zdědil Paul, který roku 1528 odmítl pozvání Herzoga Albrechta von Preußen aby přesídlil do Kaliningradu. Později dílnu prodal Hansovi, který dokončil otcovy zakázky a roku 1559 se z Norimberka odstěhoval. Hansův syn Georg (1522–1592) se specializoval na drobné bronzové sošky. O nejmladším synovi Paulovi nejsou žádné informace.

## Dílo
Peter Vischer starší byl technicky nejzdatnějším sochařem rodiny Vischerů a většina děl je připisována jemu. Jeho návrhy bronzových soch však poznamenal poněkud afektovaný realismus a přehnaně bujná fantazie. Mistrovským dílem z Vischerovy dílny je památník Sv. Sebalda, patrona Norimberku. Stříbrný relikviář světce je na podstavci uvnitř gotické architektury, obklopený množstvím renesančních figur.
Dvě Vischerovy sochy (Král Artuš, Theodorich Veliký) pro hrobku Maxmiliána I., císaře Svaté říše římské, jsou považovány za nejvýznamnější německou práci 16. století. Autorem předlohy byl Albrecht Dürer a sochy nesou silný italský vliv.
Samotný Peter Vischer starší pravděpodobně nikdy Itálii nenavštívil, ale mohl se s italským uměním seznámit prostřednictvím Albrechta Dürera, který podnikl první cestu do Itálie 1494–95, nebo také na dvoře Maxmiliána I., kde pracoval benátský umělec Jacopo de' Barbari.

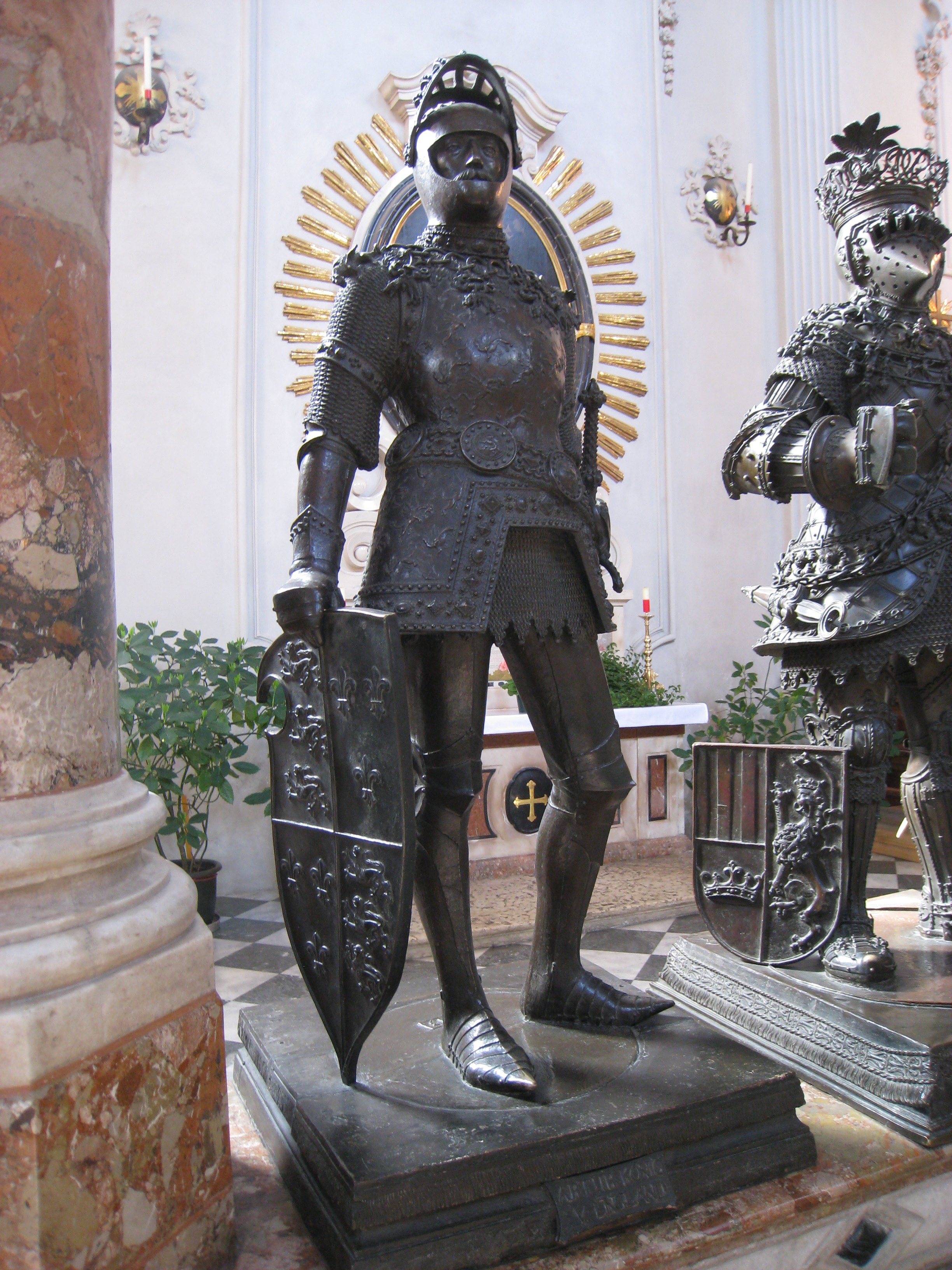
Král Artuš
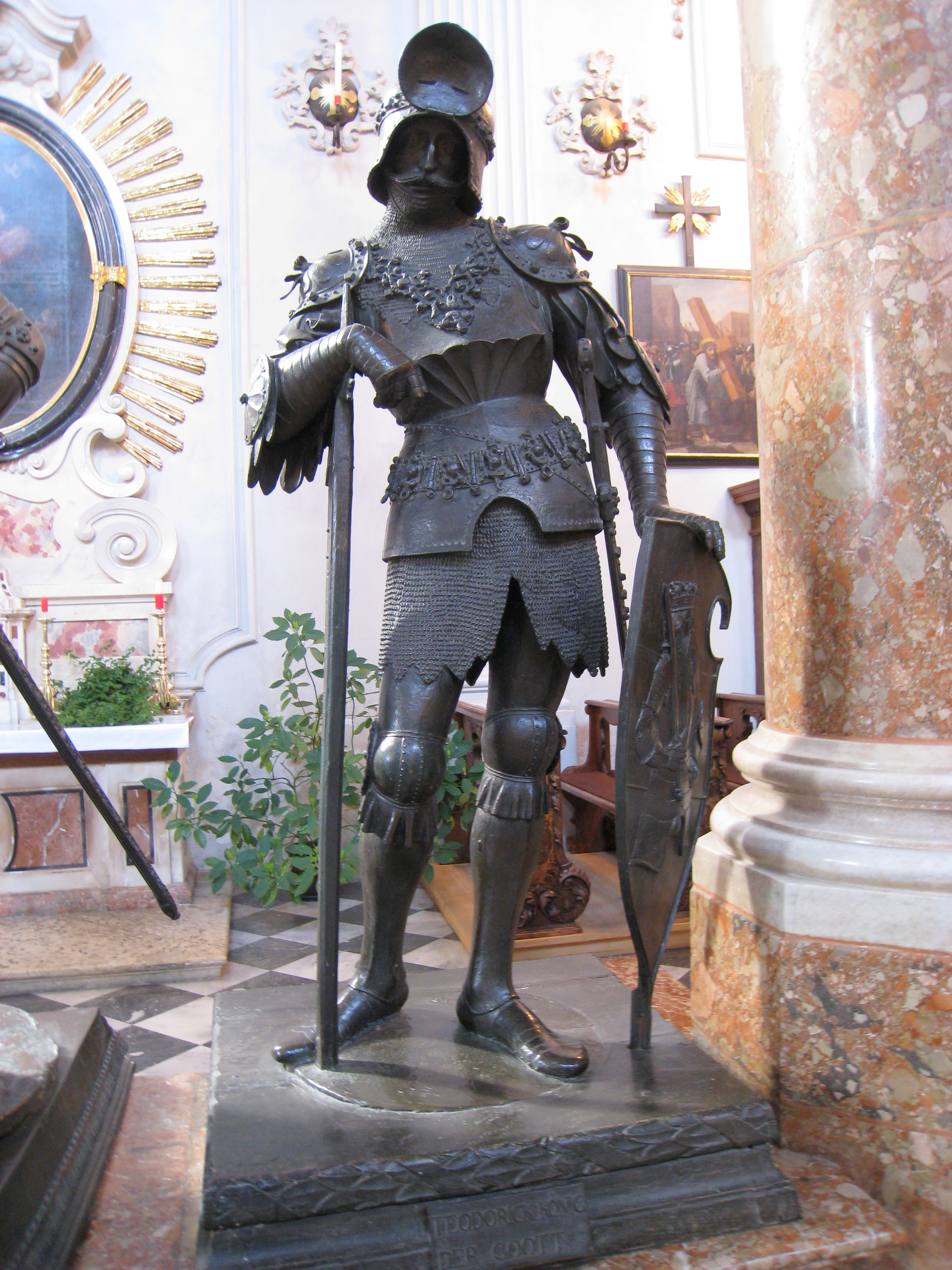
Theodorich Velký
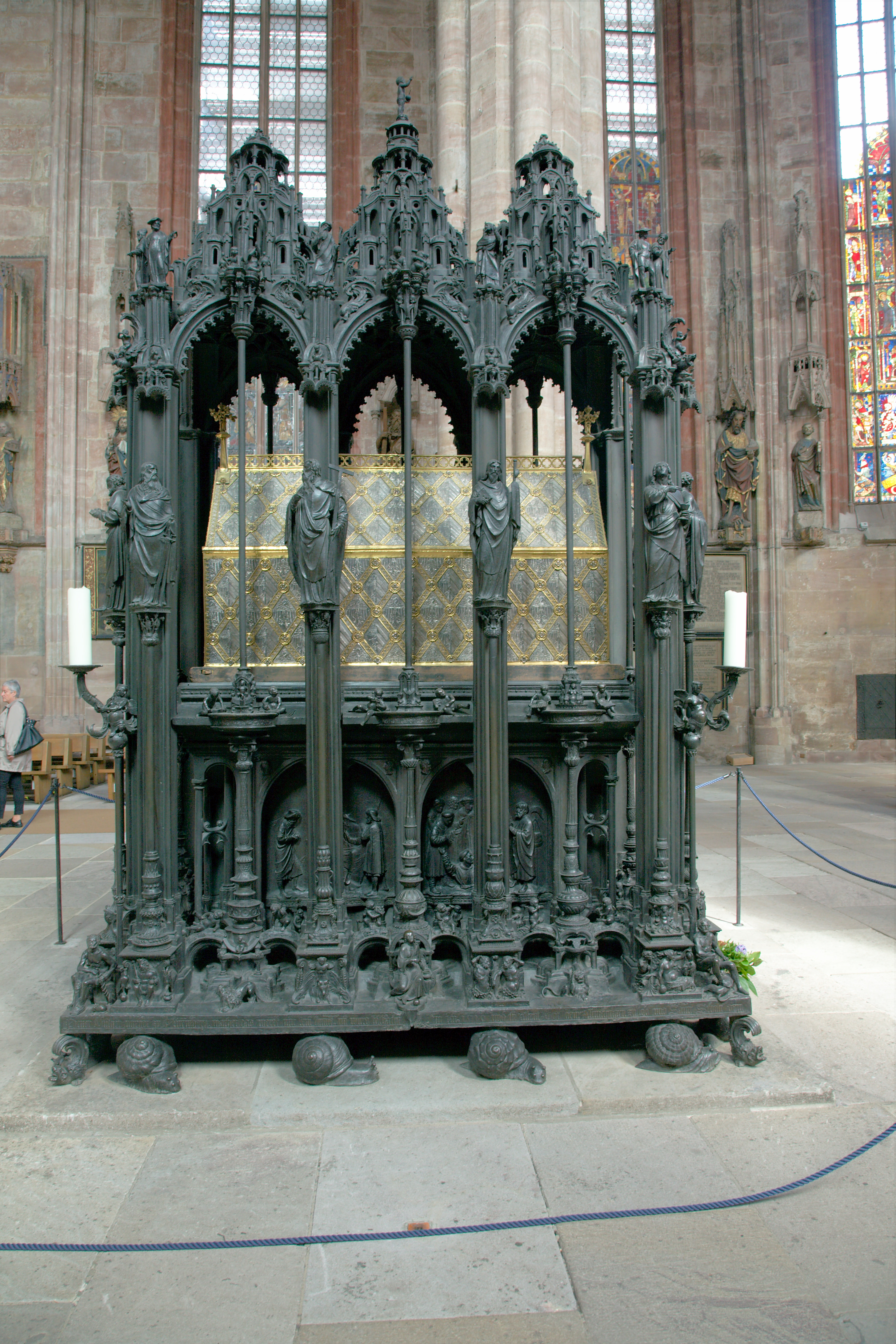
Památník sv. Sebalda, Norimberk

### Známá díla
- 1486 Náhrobní deska Margarethe von Österreich, saské kurfiřtky, Altenburg, Schlosskirche
- 1488/89 Závěsný svícen, St. Lorenz, Norimberk
- 1490 soška klečícího muže, Bayerisches Nationalmuseum, Mnichov
- 1492 Náhrobní deska biskupa Heinricha III. von Bamberg, dóm, Bamberg
- 1495 Hrobka arcibiskupa Ernsta von Sachsen, katedrála v Magdeburgu (se soškami apoštolů)
- 1496 Hrobka biskupa Johannese IV. Rotha, Katedrála ve Wroclawi
- 1496 Náhrobní deska – Philippus Kallimachus, dominikánský kostel, Krakow
- 1505 Náhrobní deska – Piotr Kmita, katedrála Wawel, Krakow
- 1507 soška sv. Mauritia, Germanisches Nationalmuseum, Norimberk
- 1508–1519 Památník sv. Sebalda, Sebalduskirche, Norimberk
- 1510 Náhrobek Hermanna VIII. von Henneberg a jeho ženy Elisabeth, Römhild, Stiftskirche
- Velká mříž objednaná bratry Fuggerovými v Augsburgu (ztraceno)
- 1521 Sochy Krále Artuše a Theodoricha Velkého na cenotafu Maxmiliána I., Hofkirche, Innsbruck
- 1521 reliéfy Korunování Panny Marie, katedrála v Erfurtu, Schlosskirche, Wittenberg
- 1521 náhrobek Margarety Tucherin, katedrála Regensburg
- 1522 náhrobek rodiny Eisenů, Ägidienkirche, Norimberk
- 1525 Epitaf kardinála Albrechta z Brandenburgu, kolegiátní kostel, Aschaffenburg
- Epitaf vévodkyně Heleny Mecklenburské, katedrála ve Schwerinu

Kromě těchto děl je několik dalších méně jistě připisováno Peteru Vischerovi staršímu.
Dvě figury pro hrobku Maxmiliána I., římského císaře, od Petera Vischera (král Artuš a Theodorich Veliký) v Hofkirche v Innsbrucku, jejichž výroba byla zahájena v roce 1521, jsou pravděpodobně nejvýznamnějšími německými díly tohoto druhu v 16. století a vykazují značný italský vliv. Artuš, a pravděpodobně i Theodorich, byl navržen Albrechtem Dürerem. Headlam se domnívá, že za sochu Artuše je zodpovědný Peter Vischer mladší, zatímco za Theodoricha Peter Vischer starší.
Peter Vischer starší je poctěn v Síni slávy a cti Walhalla, která v současnosti vzdává hold 191 německy mluvícím osobnostem z posledních 1 800 let.

### Díla v Českých zemích
- 1532 (dílna Vischerů, Hans Vischer) Bronzový svícen se sv. Václavem, Svatováclavská kaple v chrámu sv. Víta[4]
- 1558 (dílna Vischerů ?) Bronzový náhrobník hraběnky Ludmily z Thurnu, rozené Berkové, kaple sv. Jana Nepomuckého, Chrám sv. Víta[5]